# Бушмич, Давид Григорьевич
Давид Григорьевич Бушмич (27 марта 1902, Елисаветград — 24 октября 1995, Нью-Йорк) — советский офтальмолог, учёный-медик. Доктор медицинских наук (1958), профессор (1961), ученик В. П. Филатова.

## Биография
Давид Григорьевич Бушмич родился 27 марта 1902 года в Елисаветграде (Российская империя) четвёртым ребёнком в бедной еврейской семье. Родители — Герш-Лейб и Хана Бушмич.
По окончании Одесского медицинского института (1925) работал там же на кафедре глазных болезней под руководством профессора В. П. Филатова до 1929 года. В 1929—1935 годах заведовал офтальмологическим отделением городской больницы Славянска (Донецкая область), одновременно (1929—1939) преподавал на кафедре глазных болезней Харьковского медицинского института.
В 1937 г. защитил кандидатскую диссертацию на тему «Определение локализации изменений на глазном дне».
С 1941 по 1944 гг. работал в эвакогоспиталях, а затем старшим научным сотрудником Туркменского трахоматозного института.
В 1939—1941 и 1946—1976 годы Д. Г. Бушмич работал в Украинском институте глазных болезней и тканевой терапии им. академика В. П. Филатова под руководством В. П. Филатова, а после его смерти — под руководством Н. А. Пучковской; в 1946—1976 годы занимал должность заведующего отделением микрохирургического лечения патологии роговицы глаза.
В 1958 г. защитил докторскую диссертацию «Клиника частичной сквозной пересадки роговой оболочки».
Д. Г. Бушмич является автором более 170 научных работ по различным проблемам офтальмологии.
Основным направлением его деятельности было восстановление зрения больным с бельмами различной этиологии.
Он определил показания к различным видам кератопластики на глазах с бельмами, им разработана классификация бельм, которой руководствуются офтальмологи и в настоящее время, усовершенствованы методика операции сквозной кератопластики, а также методы борьбы с послеоперационными осложнениями при пересадке роговицы (при восстановлении передней камеры, фистуле пограничного кольца и др.)
Важным направлением исследований профессора Д. Г. Бушмича стала проблема вторичной глаукомы при бельмах, её диагностика и лечение в пред- и послеоперационном периодах.
Под его руководством выполнены и защищены 9 кандидатских и 1 докторская диссертации. Эти работы внесли ценный вклад в дальнейшее развитие проблемы пересадки роговой оболочки.
В течение многих лет Давид Григорьевич передавал свой большой научный и практический опыт молодому поколению окулистов.
В 1960-е годы был в составе комиссии, давшей положительное заключение о методах лечения в клинике профессора С. Н. Фёдорова. Входил в состав редколлегии «Офтальмологического журнала».
Д. Г. Бушмич награждён медалями, в том числе «Ветеран труда», знаком «Отличник здравоохранения».
В 1990 году Давид Григорьевич Бушмич эмигрировал с семьёй в США. Умер 24 октября 1995 во Флашинге (Куинс, Нью-Йорк).

## Научная деятельность
В 1937 году защитил кандидатскую диссертацию на тему «Определение локализованных изменений в глазу глубину»[уточнить], а в 1958 году, после нескольких попыток, вызванных атмосферой антисемитизма в стране (дело врачей), — докторскую диссертацию. С 1961 года — профессор.
Автор более 170 научных работ. Основные направления исследований:
- совершенствование техники трансплантации роговицы; разработал, создал и внедрил в практику специализированные инструменты для послойной трансплантации роговицы;
- восстановление зрения у пациентов с бельмом, причины возникновения этой болезни; предложил классификацию и методики лечения, которые используются и сегодня[5][9].